# Crella atra
Crella atra är en svampdjursart som först beskrevs av Topsent 1890.  Crella atra ingår i släktet Crella och familjen Crellidae. Inga underarter finns listade i Catalogue of Life.